# エノケンの金太売り出す
『エノケンの金太売り出す』（エノケンのきんたうりだす）は、1941年に日本で制作されたコメディ映画。東宝映画（東京）製作。

## スタッフ
- 原作：和田五雄
- 演出：青柳信雄
- 脚色：八住利雄、青柳信雄
- 製作：氷室徹平
- 製作主任：谷口千吉
- 撮影：友成達雄
- 録音：長谷部慶次
- 装置：北辰雄
- 照明：平岡岩治
- 現像：西川悦二
- 編集：岩下広一
- 音楽：栗原重一
- 指揮：清田茂
- 擬斗・技闘・殺陣：近藤登

## キャスト
- 榎本健一： 金太（江戸の魚屋）
- 柳田貞一： 家主
- 如月寛多： 侍（おふみの父親と、与吉とを殺した侍）
- 中村是好： 眼医者
- 山根寿子： おふみ（盲者の少女）
- 光明子： 三吉（父親がころされた後、金太と同居する少年）
- 梅園かほる： お千代
- 柳文代： おふさ（病床にあるおふみの母親）
- 武智豊子： おとよ（金太の長屋仲間）
- 小笠原章二郎： 正ちゃん（水芸師の女形）
- 北村武夫： 居合抜
- 南光一： 古道具屋
- 山形凡平： 米屋
- 中川弁公： 炭屋
- 伊村利江子： 水芸の女
- 松ノボル： 左官屋
- 加藤欣子： 女房
- 大江太郎： 易者
- 山形誠子： 女房
- 生方賢一郎： 与吉（三吉の父親）
- 土方健二： 桶屋
- 愛宕月子： 女房
- 長島武夫： 鳶辰
- 南美洲子： 女房
- 笹川浩秀： 羅宇屋
- 津田記久子： 女房
- 成田孝： 裏方Ａ
- 築地博：裏方Ｂ
- エノケン一座総出演
- 演奏：Ｐ・Ｃ・Ｌ管弦楽団